# I Saw Three Ships
I Saw Three Ships (Ich sah drei Schiffe auf dem Meer / Drei Schiffe kamen übers Meer) ist ein beliebtes traditionelles Weihnachtslied aus England. 
Die früheste gedruckte Version stammt aus dem 17. Jahrhundert, möglicherweise aus Derbyshire, und es wurde auch von William B. Sandys 1833 veröffentlicht. Der Text spricht von drei nach Bethlehem segelnden Schiffen.

## Text
| Englisch | Übersetzung |
| --- | --- |
| I saw three ships come sailing in On Christmas day, on Christmas day; I saw three ships come sailing in On Christmas day in the morning. And what was in those ships all three, On Christmas day, on Christmas day? And what was in those ships all three, On Christmas day in the morning? Our Savior Christ and His lady, On Christmas day, on Christmas day; Our Savior Christ and His lady, On Christmas day in the morning. Pray whither sailed those ships all three, On Christmas day, on Christmas day? Pray whither sailed those ships all three, On Christmas day in the morning? O they sailed into Bethlehem, On Christmas day, on Christmas day, O they sailed into Bethlehem, On Christmas day in the morning. And all the bells on Earth shall ring, On Christmas day, on Christmas day; And all the bells on Earth shall ring, On Christmas day in the morning. And all the angels in Heav’n shall sing, On Christmas day, on Christmas day; And all the angels in Heav’n shall sing, On Christmas day in the morning. And all the souls on Earth shall sing, On Christmas day, on Christmas day; And all the souls on Earth shall sing, On Christmas day in the morning. Then let us all rejoice amain, On Christmas day, on Christmas day; Then let us all rejoice amain, On Christmas day in the morning. | Ich sah drei Schiffe auf dem Meer, am Weihnachtstag, am Weihnachtstag, Ich sah drei Schiffe auf dem Meer, am Weihnachtstag früh am Morgen. Und was war in den Schiffen drin, am Weihnachtstag, am Weihnachtstag, Und was war in den Schiffen drin, am Weihnachtstag früh am Morgen. Unser Heiland Christus und Maria, am Weihnachtstag, am Weihnachtstag, Unser Heiland Christus und Maria, am Weihnachtstag früh am Morgen. Sag, wohin segelten diese Schiffe alle, am Weihnachtstag, am Weihnachtstag? Sag, wohin diese Schiffe alle segelten, am Weihnachtstag früh am Morgen? Oh, sie segelten nach Bethlehem am Weihnachtstag, am Weihnachtstag, Oh, sie segelten nach Bethlehem am Weihnachtstag früh am Morgen. Und alle Glocken auf Erden werden läuten, am Weihnachtstag, am Weihnachtstag, Und alle Glocke auf Erden werden läuten, am Weihnachtstag früh am Morgen. Und alle Engel im Himmel werden singen, am Weihnachtstag, am Weihnachtstag, Und alle Engel im Himmel werden singen, am Weihnachtstag früh am Morgen. Und alle Seelen auf Erden werden singen, am Weihnachtstag, am Weihnachtstag, Und alle Seelen auf Erden werden singen, am Weihnachtstag früh am Morgen. Laßt uns alle laut frohlocken, am Weihnachtstag, am Weihnachtstag, Laßt uns alle laut frohlocken, am Weihnachtstag früh am Morgen. |

## Bearbeitungen
Es gibt zahlreiche Bearbeitungen und Einspielungen dieses Liedes. Ein Arrangement von Martin Shaw ist im Oxford Book of Carols enthalten. In den Carols for Choirs ist ein Arrangement von David Willcocks enthalten. Der Organist Simon Preston und der frühere Leiter des Chores des King’s College von Cambridge Philip Ledger haben ebenfalls Arrangements geschrieben, die der Chor bei der Festveranstaltung der Nine Lessons and Carols in den vergangenen Jahren aufgeführt hat. Der Trommelrhythmus der Angreifer in der Schwarzwasserbucht in der Fernsehserie "Game of thrones" ist ebenfalls diesem Lied entlehnt.